# سیارک ۴۴۷۹
سیارک ۴۴۷۹ (به انگلیسی: 4479 Charlieparker، نامگذاری:1985CP1) چهار هزار و چهارصد و هفتاد و نهمین سیارک کشف شده‌است که در ۱۰ فوریه ۱۹۸۵ کشف شد.
قدر مطلق سیارک برابر ۵۰.۵ است.